# 众议院 (日本)
眾議院（日语：／ Shūgiin ?）是日本國會的下議院，最早於1890年隨著《大日本帝國憲法》的施行而成立，為原帝國議會的下院；1947年之後依照《日本國憲法》改為現制。現有465席，議員任期為4年，但設有中途解散制度，內閣總理大臣（首相）擁有向天皇提請解散眾議院的權力；議員全面改選的時間，則隨著眾議院的解散時間而進行。
日本現行憲法實施以來，只有1976年是於議員任期屆滿才解散眾議院，其餘的眾議院屆次皆以中途解散來結束任期。首相的選出以眾議院為最終決定，首相及大部分內閣成員（國務大臣）亦從眾議院議員中產生，故眾議院在政治上較參議院有更大的影響力。

## 概要
依照日本國憲法第42條，眾議院與參議院同為國會的一部份。依照日本國憲法第43條第1項，其與參議院一樣是由代表全體國民選出的議員所組成。

## 眾議院優越制
眾議院議員的任期為四年，較參議院的六年為短。但由於眾議院有途中解散的制度，被認為較能忠實地反映民意，故相對於參議院而言，眾議院擁有較高的地位，被稱為「眾議院優越制」。

### 議決上的優越
法律案的議決
眾議院通過，但遭參議院提出異議的法案，若經眾議院議員出席者三分之二以上的多數再度通過，則自動立為法（憲法59條2項）。
內閣總理大臣之指名、預算之議決、條約之承認
預算之議決、條約之承認、內閣總理大臣之指名諸事項，若參議院與眾議院的決議不一致，且召開兩院協議會亦無法達成共識時，或是參議院在一定期間內無法議決該項眾議院的決議，則眾議院的決議將自動成為國會全體的決議（憲法第60條第二項、第61條、第67條第二項）。
會期之決定
國會會期的決定，若兩議院無法達成共識，或是參議院無法議決，則依眾議院的決議辦理（國會法第13條）。
另外，眾議院在修憲案上並未享有優越權。

### 權限上的優越
預算先議權
預算先向眾議院提出與審議（日本國憲法第60條1項）。
內閣不信任決議權
內閣不信任決議只有眾議院可以行使（憲法第69條）。內閣不信任案的通過或內閣信任案的否決，內閣若十日以內不解散眾議院則必須總辭。又，眾議院雖可針對閣員個別行使不信任決議，但該不信任決議並無法律上的效力。
除了內閣不信任決議權，眾議院還擁有參議院緊急集會通過法案之同意權（日本國憲法第54條第3項）。

## 構成

### 席次
議員席次由法律規定。具體明定於公職選舉法第4條第1項。
1947年（昭和22年）5月3日日本國憲法施行後首次召集第1回國會由新憲法施行前的1947年（昭和22年）4月25日第22屆日本眾議院議員總選舉選出之議員組成。該次選舉是第92回帝國議會依據新憲法修正之眾議院議員選舉法（同年3月31日公布）所實施。選出方法採中選區制，席次466席。
1950年（昭和25年）廢除眾議院議員選舉法，制定「公職選舉法」。此時仍維持中選區制，席次466席。1953年（昭和28年），現在的鹿兒島縣奄美市與大島郡奄美群島復歸，新設「奄美群島區」，席次增至467席。1964年（昭和39年）增加19席至486席。1971年（昭和46年）沖繩復歸，設「沖繩全縣區」，增加五席至491席，1975年（昭和50年）再增加20席至511席。席次修正的理由是，第二次世界大戰後，都市地區糧食短缺與基礎建設成毀滅状態讓居民遷移至郊區，席次也因此分配給農業地區，但隨著農業機械化與產業結構的變化，農村人口的快速減少造成一票的價值相差達五倍左右。然而，不斷增額的原因是除了當時日本人口持續增長，減額將使得現任議員失去職務，不利於執政黨的執政。
1983年（昭和58年），最高裁判所判決一票的價值達三倍以上違反憲法14條。對此，1986年（昭和61年）修正席次（八選區增加一席，七選區減少一席）為512席。接著，1992年（平成4年）再次修正（九選區增加一席，十選區減少一席）為511席。
1993年（平成5年）實施選制制度改革。廢除過去的中選區制，導入小選舉區及比例代表制。同時削減席次至500席（小選區300席、比例代表200席）。2000年（平成12年）消解比例代表20席，總席次為480席（小選區300席、比例代表180席）。此時，議員1人代表人口為26.7萬人，在OECD 34個加盟國中排名第33位。2014年（平成26年）削減為475席（小選舉區295席、比例代表180席）。
2017年9月28日的第48屆日本眾議院議員總選舉導入同年6月施行的選舉區席次修正（青森、岩手、三重、奈良、熊本、鹿兒島六縣各減一，東北、北關東、近畿、九州四個比例區各減1），席次減少為465席（小選舉區289席、比例代表176席），為日本國憲法施行以後最少席次。
| 小選舉區 席次289席（改選數289席） | 289 / 465 |

| 比例代表 席次176席（改選數176席） | 176 / 465 |

### 選舉
眾議院議員總選舉採小選舉區及比例代表制。在小選舉區及比例代表並立制下，每位選民擁有小選區票與比例代表票各一。候選人可以同時列名於小選區候選名單與比例代表候選名單當中（雙重候選制度）。
1993年（平成5年）第40屆眾院選舉以前採用的是中選區制（大選區制的一種）。

### 選舉資格與被選舉資格
選舉資格與被選舉資格由法律規定（日本國憲法第44條本文）。
- 選舉資格：18歲以上之日本國民（公職選舉法第9條第1項）。
  - 2015年（平成27年）6月17日公職選舉法修正法案成立，第24屆日本參議院議員通常選舉的2016年（平成28年）6月22日起將選舉權年齡從20歲下修至18歲（18歲選舉權）[4]。
- 被選舉資格：25歲以上之日本國民（公職選舉法第10條第1項1號）。
  - 此外，選舉區需繳納300萬日圓、比例區須繳納600萬日圓的選舉保證金。

### 任期
眾議院議員任期為四年，眾議院解散時，即使議員任期未滿亦被全員解任（日本國憲法第45條）。

### 院內勢力
議員於議會內之行動皆以所屬黨團（院內會派）為主導，兩個或以上的議員俱可結成黨團。縱使黨團的作用近乎與政黨重疊，但兩個以上的政黨可以合組於一個黨團，獨立議員也可以隸屬於黨團。議會內各委員會之委員人數、發言及質詢時間分配等，取決於黨團所佔議員人數而非政黨議員人數。參眾兩院議長及副議長按慣例不屬於任何黨團。
| 黨團名                   | 所屬議員數 | 黨團所含政黨等                                                           |  |
| ------------------------ | ---------- | ------------------------------------------------------------------------ |  |
| 自由民主黨               | 196        | 自由民主黨 190、無黨籍 6                                                 |  |
| 立憲民主黨、無所屬       | 148        | 立憲民主黨 147 社會民主黨 1                                              |  |
| 日本維新會               | 38         | 日本維新会 38                                                            |  |
| 國民民主黨、無所屬俱樂部 | 28         | 国民民主黨 28                                                            |  |
| 公明黨                   | 24         | 公明黨 24                                                                |  |
| 令和新選組               | 9          | 令和新選組 9                                                             |  |
| 日本共產黨               | 8          | 日本共產黨 8                                                             |  |
| 有志之會                 | 4          | 無所屬 4                                                                 |  |
| 參政黨                   | 3          | 參政黨 3                                                                 |  |
| 日本保守黨               | 3          | 日本保守黨 3                                                             |  |
| 無所屬                   | 4          | 議長：額賀福志郎（自由民主黨） 副議長：玄葉光一郎（立憲民主黨） 無所屬 2 |  |
| 缺額                     | 0          |                                                                          |  |
| 合 計                    | 465        |                                                                          |  |

### 眾議院提案要件
| 人數  | 內容 |
| ----- | --- |
| 100人 | 提出修憲法案（國會法68條之2） 修憲法案修正動議（國會法68條之4） |
| 50人  | 提出預算法案（國會法56條1項前段） 在本會議提出預算增額或預算法案修正動議（國會法57條） 在本會議提出預算修正動議（國會法57條之2） 提出議長、副議長、臨時議長、常任委員長的信任、不信任動議或決議案（眾議院規則28條之2） 提出內閣信任、不信任動議或決議案（眾議院規則28條之3） |
| 40人  | 議員懲罰動議（國會法121條3項） |
| 20人  | 提出非預算議案（國會法56條1項前段） 在本會議提出非預算增額或非預算法案修正動議（國會法57條） 要求釋放會期前遭逮捕議員（國會法34條之3） 質詢結束動議（眾議院規則140條） 討論結束動議（眾議院規則141條） 要求起立表決（眾議院規則157條）                                       |
| 10人  | 提出停止公開本會議（國會法62條） 黨首討論之參加要件（僅符合院內交涉團體資格之在野黨領袖） |

## 組織

### 幹部
兩議院各自選出議長及其他幹部（日本國憲法第58條）。國會法上的幹部（役員）為議長、副議長、臨時議長、常任委員長、事務總長（國會法第16條）。而在眾議院，加上特別委員長、憲法審査會會長、政治倫理審査會會長等八職合稱「役員等」。

#### 議長及副議長
議長職責為維持眾議院秩序、安排議事、監督議院事務、代表眾議院（國會法第19條）。副議長在議長不在時代理議長職務（國會法第21條）。議長及副議長皆為一人（國會法第17條），任期同議員任期（國會法第18條）。議長應列席內閣總理大臣親任式（眾議院先例集69號）。第21回國會的鳩山一郎內閣總理大臣親任式，由副議長原彪代理列席（眾議院先例集69號）。
議長及副議長皆空缺時需即刻進行選舉（國會法第23條）。總選舉後召開的首次國會當日由於無議長及副議長，必須立即召開選舉（國會法第6條、眾議院規則第3條及第9條）。過去未能在召集當日選出的有第1回、第29回、第37回、第45回及第127回國會（眾議院先例集38號）。
眾參議長是三權之長中唯一不需親任式的首長，議長、副議長就任時須前往皇居、宮殿向天皇稟報（官報記做「拜謁（はいえつ）」），辭任時須記錄稟報內容（眾議院先例集51號）。
第50回帝國議會全會通過議長需公平公正，形成之後議長及副議長在就任時脫離黨籍的慣例（眾議院先例集65號）。
| 職務   | 姓名       | 所屬黨派（出身黨派） |
| ------ | ---------- | -------------------- |
| 議長   | 額賀福志郎 | 無所屬（自由民主黨） |
| 副議長 | 玄葉光一郎 | 無所屬（立憲民主黨） |

#### 臨時議長
議長與副議長不在時，由臨時議長代行議長職務。臨時議長由選舉或議長委任選出（國會法第22條）。

#### 常任委員長
常任委員長為國會法上的幹部（國會法16條）。常任委員長是在本會議中由委員選舉（國會法第25條）或議長指名（眾議院規則第15條第1項）產生。議長指名為現在的常任委員長主要產生方式，事前會由各黨派間協調分配與提名人。委員的選任應在總選舉後首次會期開始時進行（國會法第42條與眾議院委員會先例集9號），或是在國會法或眾議院規則修正案所列之必要情況下進行（眾議院委員會先例集10號），其他場合進行的異動應立即實施委員辭任與補選。此外，大多黨團選擇在每年秋季的臨時會開始時進行委員分配，因此委員組成的主要變動會出現在總選舉後的首次國會與每年秋季的臨時會，常任委員長的選任也在此時進行。現任常任委員長是在第182回國會由議長指名。
必要時，各議院可透過議決（在本會議進行）解任常任委員長（國會法30條之2）。委員會雖可發動不信任動議，但沒有法律約束力。
目前還沒有眾議院本會議通過解任決議的實例。眾議院委員會過去曾通過兩次不信任動議，分別是1948年（昭和23年）12月的預算委員長不信任動議，與2007年（平成19年）6月的懲罰委員長不信任動議。
委員長職責為安排委員會議事、維持委員會秩序（國會法第48條）。

#### 事務總長
事務總長在議長監督下管理議院事務與公文署名（國會法第28條）。本會議中的非國會議員選舉（國會法第27條）可直接省略由議長指名（眾議院規則第16條第1項）。歷任事務總長幾乎都是透過議長指名產生。
現任事務總長是2024年（令和元年）6月21日由議長指名。
| 職務     | 姓名     | 前職           |
| -------- | -------- | -------------- |
| 事務總長 | 築山信彦 | 眾議院事務次長 |

### 委員會

#### 眾議院常任委員會
| 委員會             | 人數 | 所管 | 委員長     | 委員長所屬黨派                   |
| ------------------ | ---- | --- | ---------- | -------------------------------- |
| 內閣委員會         | 40   | 內閣所管事項（安全保障會議所管事項除外。） 宮內廳所管事項 國家公安委員會所管事項 其他常任委員會所管以外之內閣府所管事項 | 松本文明   | 自由民主黨、無所屬之會           |
| 總務委員會         | 40   | 總務省所管事項（經濟產業委員會與環境委員會所管事項除外。） 地方公共團體相關事項 人事院所管事項 | 大口善德   | 公明黨                           |
| 法務委員會         | 35   | 法務省所管事項 裁判所司法行政相關事項 | 松島綠     | 自由民主黨、無所屬之會           |
| 外務委員會         | 30   | 外務省所管事項 | 松本剛明   | 自由民主黨、無所屬之會           |
| 財務金融委員會     | 40   | 財務省所管事項（預算委員會與決算行政監視委員會所管事項除外。） 金融廳所管事項 | 田中良生   | 自由民主黨、無所屬之會           |
| 文部科學委員會     | 40   | 文部科學省所管事項 教育委員會所管事項 | 橘慶一郎   | 自由民主黨、無所屬之會           |
| 厚生勞動委員會     | 40   | 厚生勞動省所管事項 | 盛山正仁   | 自由民主黨、無所屬之會           |
| 農林水產委員會     | 40   | 農林水產省所管事項 | 吉野正芳   | 自由民主黨、無所屬之會           |
| 經濟產業委員會     | 40   | 經濟產業省所管事項 公平交易委員會所管事項 公害等調整委員會所管事項（礦業等土地利用相關事項。） | 富田茂之   | 公明黨                           |
| 國土交通委員會     | 45   | 國土交通省所管事項 | 土井亨     | 自由民主黨、無所屬之會           |
| 環境委員會         | 30   | 環境省所管事項 公害等調整委員會所管事項（經濟產業委員會所管事項除外。） | 鷲尾英一郎 | 自由民主黨、無所屬之會           |
| 安全保障委員會     | 30   | 防衛省所管事項 國家安全保障會議所管事項 | 西銘恆三郎 | 自由民主黨、無所屬之會           |
| 國家基本政策委員會 | 30   | 國家基本政策相關事項 | 森英介     | 自由民主黨、無所屬之會           |
| 預算委員會         | 50   | 預算 | 棚橋泰文   | 自由民主黨、無所屬之會           |
| 決算行政監視委員會 | 40   | 決算 預備金支出相關事項 決算調整資金之歲入相關事項 國庫債務負擔行為總記錄 國有財產增減及現額總計算書，與無償貸款狀況總計算書 其他會計檢查院所管事項 會計檢查院查核結果與總務省評估監控結果等相關事項 國民陳情處理相關事項 以上事項之行政監督及建議相關事項 | 生方幸夫   | 立憲民主、國民、社保、無所屬論壇 |
| 議院營運委員會     | 25   | 議院營運相關事項 國會法及議院規則相關事項 議長諮詢相關事項 裁判官彈劾裁判所及裁判官訴追委員會相關事項 國立國會圖書館相關事項 | 高木毅     | 自由民主黨、無所屬之會           |
| 懲罰委員會         | 20   | 議員懲罰相關事項 議員資格訴訟相關事項 | 平野博文   | 立憲民主、國民、社保、無所屬論壇 |

#### 眾議院特別委員會
必要時可設立特別委員會（國會法第45條）。第197回國會召集日設立九個特別委員會，特別委員長由各委員會委員互選選出。
| 委員會                                 | 委員長     | 委員長所屬黨派                   |
| -------------------------------------- | ---------- | -------------------------------- |
| 災害對策特別委員會                     | 山本幸三   | 自由民主黨、無所屬之會           |
| 政治倫理確立及公職選舉法修正特別委員會 | 山本拓     | 自由民主黨、無所屬之會           |
| 沖繩及北方問題特別委員會               | 菊田真紀子 | 立憲民主、國民、社保、無所屬論壇 |
| 北朝鮮拉致問題等特別委員會             | 渡邊博道   | 自由民主黨、無所屬之會           |
| 消費者問題特別委員會                   | 土屋品子   | 自由民主黨、無所屬之會           |
| 科學技術·創新推進特別委員會            | 津村啓介   | 立憲民主、國民、社保、無所屬論壇 |
| 東日本大震災復興特別委員會             | 伊藤達也   | 自由民主黨、無所屬之會           |
| 原子力問題調査特別委員會               | 江渡聰德   | 自由民主黨、無所屬之會           |
| 地方創生特別委員會                     | 山口俊一   | 自由民主黨、無所屬之會           |

### 憲法審查會
憲法審查會設立於第167回國會，負責針對日本國憲法與相關基本法制進行廣泛且綜合性的調查，修憲法案、日本國憲法相關修正案的提出，或公投相關法案等的審查。2010年（平成22年）5月18日起可進行修憲法案的審查。但是第167回國會在野黨要求成立後並未制訂規程，2009年（平成21年）6月11日執政黨完成規程制定，2011年（平成23年）10月21日才首次選任委員。
| 職務           | 姓名   | 所屬黨派               |
| -------------- | ------ | ---------------------- |
| 憲法審查會會長 | 佐藤勉 | 自由民主黨、無所屬之會 |

### 情報監視審查會
情報監視審查會是為了調查行政特定秘密（2013年（平成25年）制定之「特定秘密保護相關法律」（平成25年法律第108號）第3條第1項規定之特定秘密）保護制度之運用與評估（特定秘密保護法第12條第1項規定之適性評估），以及各議院或各議院委員會又參議院調查會依據第104條第1項（含第54條之4第1項準用場合）規定之特定秘密對行政機關首長（特定秘密保護法第3條第1項規定之行政機關首長）之判斷進行審查所成立的委員會（國會法第102條之13）。2015年（平成27年）2月26日首次選任委員。
| 職務               | 姓名     | 所屬黨派               |
| ------------------ | -------- | ---------------------- |
| 情報監視審查會會長 | 濱田靖一 | 自由民主黨、無所屬之會 |

### 政治倫理審查會
政治倫理審查會是為了確立政治倫理，針對違反「行為規範」及其他法令之規定的議員，進行政治道義責任之審查（國會法第124條之3）。政治倫理審查會會長是在總選舉後第一次召集之國會由委員互選選出。
| 職務               | 姓名     | 所屬黨派               |
| ------------------ | -------- | ---------------------- |
| 政治倫理審查會會長 | 細田博之 | 自由民主黨、無所屬之會 |

### 附屬機關
事務局
議院設有事務局，事務局下有事務總長、參事、常任委員會專門員及常任委員會調査員及其他職員（議院事務局法第1條第1項）。
法制局
各議院設置法制局協助議員立案（國會法第131條第1項）。

## 外部連結
- 官方网站